# 一木万寿三
一木 万寿三（いちき ますみ、戸籍上では「萬壽三」、1903年 - 1981年5月3日）は、洋画家。

## 経歴
北海道空知郡滝川村（現・北海道滝川市）で生まれ、少年時代に一家で江部乙村（現・滝川市江部乙町）に転居する。家業のりんご園を手伝いながら絵画の研究に励む。同じく江部乙村の近所に住んでいた岩橋英遠とも親しくなり、1926年（大正15年）（22歳）で上京し、本郷絵画研究所にて学ぶ。そこで岡田三郎助に師事し、安井會太郎らの影響を受けることになる。1929年（昭和4年）に帝展に初入選する。晩年は一水会の作家として自己の画風を誠実に貫く絵画活動を続けた。
1944年（昭和19年）には戦争により郷里の江部乙に疎開するが、江部乙の名産であるリンゴ園やそこに働く人々を明るく伸びやかな作風の作品を書き続けた。全道美術協会の創立にも参加し、北海道洋画界の重鎮として活躍した。
妻は北海道を代表する俳人で、氏と同じく江部乙出身の榛谷美枝子。「リラ冷え」という季語を作った俳人として知られる。娘の熊谷佳久子も「天為」に所属する俳人である。